# 曾寶蓀
曾寶蓀（1893年3月9日—1978年7月27日），字平芳，別字浩如，女，中華民國教育家。晚清名將曾國藩曾孫女，清末數學家曾紀鴻孫女。其父親曾廣鈞為光緒十五年進士。

## 生平
1911年，留學英國，取得倫敦大學理科學士。1916年，取得倫敦大學理科学士学位，这是中国女子所得的第一個理科學士學位。其後入讀劍橋大學、牛津大學。創辦藝芳女校，歷任湖南省立長沙第一師範及第二女中校長。抗戰時赴武昌開救國團成立會。1947年，當選第一屆國民大會湖南省代表，歷任國民黨中央婦女工作委員會委員、聯合國婦女地位委員會中華民國首席代表、光復大陸設計研究委員會副主任委員、國大主席團。
1918年，學成回國。但當時國內軍閥割據，戰亂頻仍，雖滿腹經綸，卻無處可展長才，遂與其堂弟曾約農合力於長沙創辦「藝芳女子學校」，辦學經費全出自曾氏私產，政府及外界未捐助一文。「藝芳」創校後，三湘子女廣受其惠，數年間培植了許多人才。1927年，中共猖獗，赤禍蔓延，湖南亦被波及，中共黨曾挾持藝芳師生，促為共黨理論服務，曾約農姊弟拒之，中共惱羞成怒，以武力劫持校產，兩姊弟乃解散學校，遣走師生。因而曾約農、曾寶蓀姊弟可說是湖南最早的反共人士。
在1972年2月7日和堂弟曾約農一同將曾國藩、曾紀澤、曾廣鈞的相關文獻共四大箱，送交故宮博物院收藏，其中包含《李秀成自述》的原稿。
1978年7月27日在台北逝世。著有《藝芳館詩集》、《曾寶蓀回憶錄》等。